# Parafia Chrystusa Króla w Głuszycy
Parafia Chrystusa Króla w Głuszycy należy do dekanatu głuszyckiego w diecezji świdnickiej. Była erygowana 11 kwietnia 1972 roku. Jej proboszczem jest ksiądz Sławomir Augustynowicz